# Vrchnice
Vrchnice (německy Würgnitz) je zaniklá vesnice v okrese Chomutov. Nacházela se asi čtyři kilometry severovýchodně od Kadaně na pravém břehu Lužického potoka. Vesnice zanikla v roce 1972 v souvislosti s těžbou hnědého uhlí v lomu Nástup.

## Název
Název vesnice vznikl zpodstatněním přídavného jména vrchní ve spojení vrchní ves. V historických pramenech se jméno vesnice vyskytuje ve tvarech: Wuerchnicz (1536), Wurchnicz (1556), Wurgnicz (1573), Würchnütz (1595), Virknice (1654), Wirgnitz (1787) nebo Würgnitz (1846).

## Historie

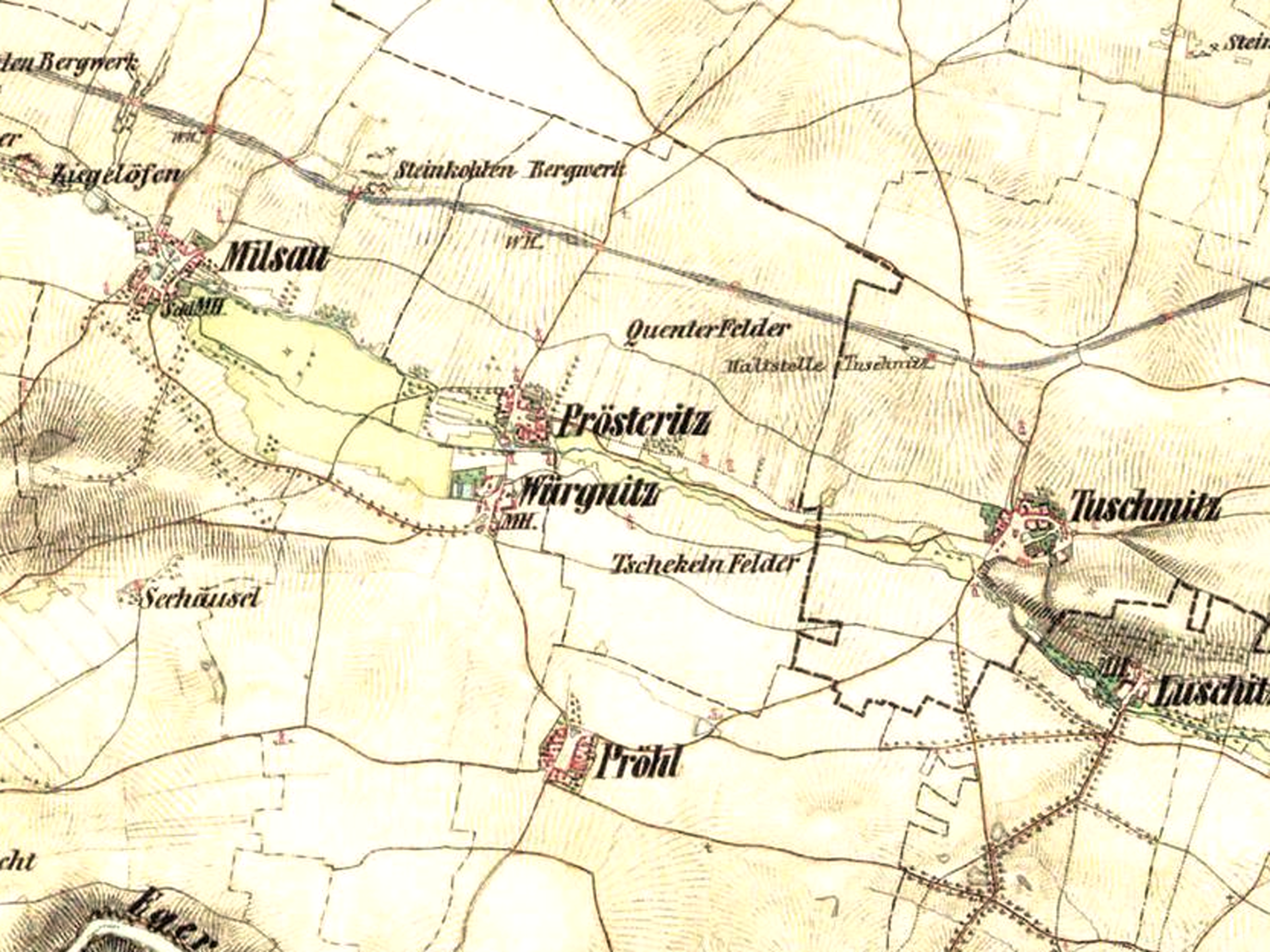
Vrchnice (Würgnitz) na mapě z 19. století

Krajina v povodí Lužického potoka byla řídce osídlena už v pravěku, ale k výraznějšímu přílivu obyvatel došlo až v období mladšího eneolitu. Sídliště bylanské kultury u Vrchnice stávalo také v době halštatské a v prvním až čtvrtém století před naším letopočtem zde stávala také germánská osada. V té době zde probíhalo zpracování železné rudy. Velká spotřeba dřeva při tavení železa vedla k odlesnění, v jehož důsledku deště spláchly úrodnou půdu do koryta potoka. To vedlo ke změně průběhu toku, a nakonec i k dvě stě let dlouhému vylidnění oblasti během doby stěhování národů. Na jihozápadním okraji vesnice bylo archeologickým výzkumem doloženo raně středověké sídliště ze střední až mladší doby hradištní, ke kterému pravděpodobně patřilo soudobé pohřebiště vzdálené asi půl kilometru jihovýchodně.
První písemná zmínka o Vrchnici pochází z roku 1536. Vesnice tehdy patřila městu Kadaň, které ji spravovalo prostřednictvím svého milžanského statku, a pro obyvatele vsi proto platilo kadaňské městské právo. Po stavovském povstání v roce 1547 město přišlo o majetek, ale roku 1561 si Vrchnici koupilo zpět. Podruhé o ni přišlo roku 1621 za účast na stavovském povstání v letech 1618–1620. Vzhledem k velkému zadlužení města ji však královská komora dne 13. dubna 1628 vrátila zpět. Z roku 1609 pochází zmínka o vrchnickém pivovaru.
Podle berní ruly z roku 1654 ve vsi žili čtyři sedláci a osm chalupníků, z nichž pět žilo na městských šosovních usedlostech. Sedláci měli dohromady třináct potahů, dvanáct krav, čtyři jalovice, 34 ovcí a jedenáct prasat. Chalupníkům patřilo 21 potahů, 26 krav, dvacet jalovic, 21 ovcí a 45 prasat. Pěstování pšenice a žita na úrodných polích spolu s chovem dobytka představovaly hlavní zdroj obživy obyvatel.
Roku 1685 město Vrchnici oddělilo od Milžan jako samostatný šosovní statek, ale už o deset let později patřily čtyři vrchnické selské usedlosti opět k Milžanům. Podle tereziánského katastru z roku 1748 tvořily vrchnický šosovní statek dva selské a šest chalupnických gruntů a ve vsi byl násadní rybník.
Vrchnice zanikla roku 1972 v důsledku rozšiřování těžby hnědého uhlí v Lomu Nástup – Tušimice.

## Přírodní poměry
Vrchnice se nacházela v katastrálním území Tušimice. Okolní krajina je součástí Mostecké pánve. Vesnice stávala na rozhraní dvou geomorfologických podcelků. Severní část zasahovala do Březenské pánve v podcelku Chomutovsko-teplická pánev a jižní do Čeradické plošiny v podcelku Žatecká pánev. Reliéf krajiny zde byl přeměněn povrchovou těžbou hnědého uhlí. Vesnice stála v nadmořské výšce okolo 285 metrů na pravém břehu Lužického potoka, který ji odděloval od sousedních Přezetic.

## Obyvatelstvo
Při sčítání lidu v roce 1921 zde žilo 79 obyvatel (z toho 36 mužů), z nichž bylo třináct Čechoslováků a 66 Němců. Všichni byli římskými katolíky. Podle sčítání lidu z roku 1930 měla vesnice 76 obyvatel: šest Čechoslováků, 66 Němců a čtyři cizince. Kromě sedmi evangelíků a jednoho člověka bez vyznání se hlásili k římskokatolické církvi.
|           | 1869 | 1880 | 1890 | 1900 | 1910 | 1921 | 1930 | 1950 | 1961 |
| --------- | ---- | ---- | ---- | ---- | ---- | ---- | ---- | ---- | ---- |
| Obyvatelé | 64   | 121  | 123  | 93   | 80   | 79   | 76   | 27   | 35   |
| Domy      | 14   | 11   | 14   | 14   | 12   | 10   | 10   | 11   | —    |

## Obecní správa
Po zrušení poddanství se Vrchnice roku 1850 stala samostatnou obcí, ale od sčítání lidu roku 1869 je uváděna jako osada obce Prahly. Od roku 1961 (1960) patřila jako část obce k Tušimicím a dne 4. února 1972 úředně zanikla.

## Pamětihodnosti
Před zánikem vesnice z ní byly odvezeny tři drobné památky. Boží muka byla znovu vztyčena u křižovatky silnic z Malého Března do Všestud. Dva kříže, jeden smírčí a druhý cyrilomětodějský, stojí u strupčického kostela svatého Václava.